# افسانه ناصری
افسانه ناصری (زاده ۱۳۳۹ در تهران) بازیگر سینما و تلویزیون ایرانی است.

## سینمایی
- تهران لندن (۱۳۹۷)
- کروکودیل (۱۳۹۶)
- آن‌ها (۱۳۹۶)
- ضد ضرب (۱۳۹۳)
- راه بهشت (۱۳۹۰)
- بازگشت به آینده (۱۳۹۰)
- تلفن همراه رئیس‌جمهور (۱۳۹۰)
- گیرنده (۱۳۹۰)
- خاک و آتش (۱۳۸۹)
- خاله سوسکه (۱۳۸۸)
- بیداری (۱۳۸۷)
- دلخون (۱۳۸۷)
- زن بدلی (۱۳۸۵)
- گناه من (۱۳۸۵)
- پیشنهاد ۵۰ میلیونی (۱۳۸۴)
- چپ دست (۱۳۸۴)
- خوابگاه دختران (۱۳۸۲)
- هم‌نفس (۱۳۸۲)
- رؤیای جوانی (۱۳۸۱)
- اثیری (۱۳۸۰)
- آواز قو (۱۳۷۹)
- مریم مقدس (۱۳۷۹)
- سهراب (۱۳۷۸)
- طوطیا (۱۳۷۷)
- مردی از جنس بلور (۱۳۷۷)
- آخرین نبرد (۱۳۷۶)
- سجده بر آب (۱۳۷۵)

## مجموعه تلویزیونی
| سال  | عنوان مجموعه                 | کارگردان                            | توضیحات                 |
| ---- | ---------------------------- | ----------------------------------- | ----------------------- |
| ۱۴۰۲ | رستگاری                      | مسعود ده‌نمکی                        | شبکه ۲                  |
| ١۴٠١ | جزر و مد                     | علی عبدالعلی زاده                   | شبکه ٢                  |
| ١۴٠١ | بی‌همگان                      | بهرنگ توفیقیاصغر هاشمی              | شبکه ٣                  |
| ١۴٠٠ | صبح آخرین روز                | حسین تبریزی                         | شبکه ٢                  |
| ١٣٩٩ | بوم و بانو                   | سعید سلطانی                         | شبکه ٢ (مناسبتی محرم)   |
| ۱۳۹٨ | روزگار                       | سیامک صرافت                         | شبکه ۳                  |
| ۱۳۹٨ | زندگی شگفت‌انگیز است          | مجتبی چراغعلی                       | شبکه ۲                  |
| ۱۳۹٨ | هم‌گناه                       | مصطفی کیایی                         | شبکه نمایش خانگی        |
| ۱۳۹٨ | ملکاوان                      | احمد معظمی                          | شبکه آی فیلم            |
| ۱۳۹٨ | سرگذشت                       | سید جمال سید حاتمی                  | شبکه ۱                  |
| ۱۳۹۷ | شب عید                       | سعید آقاخانی                        | شبکه ۱                  |
| ۱۳۹۷ | سر دلبران                    | محمدحسین لطیفی                      | شبکه ۱ (مناسبتی رمضان)  |
| ۱۳۹۷ | نگهبان زمین                  | علی میری رامشه                      | شبکه ۵                  |
| ۱۳۹۶ | دلدادگان                     | منوچهر هادی                         | شبکه ۳                  |
| ۱۳۹۶ | سارق روح                     | احمد معظمی                          | شبکه تهران              |
| ۱۳۹۶ | در جستجوی آرامش              | سعید سلطانی                         | شبکه تهران              |
| ۱۳۹۶ | سه شنبه شب                   | صادق پروین آشتیانی                  | شبکه ۱                  |
| ۱۳۹۶ | شکوه یک زندگی                | رضا بهشتی                           | شبکه ۲                  |
| ۱۳۹۴ | معمای شاه                    | محمدرضا ورزی                        | شبکه ۱                  |
| ۱۳۹۴ | بیمار استاندراد              | سعید آقاخانی                        | شبکه ۱ (نوروز ۱۳۹۵)     |
| ۱۳۹۴ | آمین                         | بهرنگ توفیقی                        | شبکه ۳                  |
| ۱۳۹۳ | دردسرهای عظیم                | بهرنگ توفیقی                        | شبکه سه                 |
| ۱۳۹۳ | سر به راه                    | سعید سلطانی                         | شبکه تهران (نوروز ۱۳۹۴) |
| ۱۳۹۳ | رخصت                         | قدرت‌الله صلح‌میرزایی                 | شبکه ۳                  |
| ۱۳۹۳ | هشت بهشت                     | سعید عالم‌زاده                       | شبکه شما                |
| ۱۳۹۳ | سی و نه هفته                 | مرتضی احمدی هرندی                   | شبکه تهران              |
| ۱۳۹۲ | همه خانواده من               | داریوش فرهنگ                        | شبکه ۳ - نوروز ۱۳۹۲     |
| ۱۳۹۱ | تکیه بر باد                  | محمود معظمی                         | شبکه تهران              |
| ۱۳۹۰ | زمین انسان‌ها                 | ابوالحسن داوودی                     | شبکه تهران              |
| ۱۳۹۰ | نقطه سر خط                   | سعید آقاخانی                        | شبکه ۳                  |
| ۱۳۸۹ | آسمان همیشه ابری نیست        | سعید عالم‌زاده                       | شبکه ۱                  |
| ۱۳۸۹ | خانه بی پرنده                | کاظم معصومی                         | شبکه تهران              |
| ۱۳۸۸ | شاید برای شما هم اتفاق بیفتد | احمد معظمی                          | شبکه تهران              |
| ۱۳۸۷ّ | خانه اجاره‌ای                 | ایرج رضایی - پرویز حسن‌پور           | شبکه ۳ (نوروز ۱۳۸۸)     |
| ۱۳۸۷ّ | یلدا                         | مسعود رشیدی                         | شبکه ۱                  |
| ۱۳۸۶ | سرنوشت                       | محمدرضا زهتابی                      | شبکه ۱                  |
| ۱۳۸۵ | ما چند نفر                   | فیاض موسوی                          | شبکه ۱                  |
| ۱۳۸۵ | گل بارون زده                 | عباس رنجبر                          | شبکه ۲                  |
| ۱۳۸۴ | کلانتر ۲                     | محسن شاه‌محمدی                       | شبکه ۱                  |
| ۱۳۸۴ | راه شب                       | داریوش فرهنگ                        | شبکه ۳                  |
| ۱۳۸۴ | کلانتری ۹۹                   | سعید عالم‌زاده                       | شبکه ۵                  |
| ۱۳۸۳ | عشق گمشده                    | حسین سهیلی‌زاده                      | شبکه ۳                  |
| ۱۳۸۲ | هم‌نفس                        | مهدی فخیم‌زاده                       | شبکه ۱                  |
| ۱۳۸۲ | سایه سکوت                    | جواد افشار                          | شبکه ۱                  |
| ۱۳۸۱ | هفت گنج                      | مسعود رشیدی                         | شبکه ۲                  |
| ۱۳۸۱ | سرزمین رؤیاها                | مسعود رشیدیحمید قدکچیانمسعود آب‌پرور | شبکه ۲                  |
| ۱۳۸۱ | خاتون                        | فیاض موسوی                          | شبکه ۱                  |
| ۱۳۸۰ | هزاران چشم                   | کیانوش عیاری                        | شبکه ۳                  |
| ۱۳۷۹ | آتش و شبنم                   | محمدابراهیم سلطانی‌فر                | شبکه ۱                  |
| ۱۳۷۹ | دختران                       | اصغر توسلی                          | شبکه تهران              |
| ۱۳۷۹ | خانه نیکو                    | مسعود کرامتی                        | شبکه ۲                  |
| ۱۳۷۹ | سایه‌ها                       | غلامرضا رمضانی                      | شبکه ۱                  |
| ۱۳۷۹ | خورشید و ماه                 | مهدی حسینی‌وند                       |                         |
| ۱۳۷۹ | صدایم کن                     | مسعود نوابی                         |                         |
| ۱۳۷۹ | همسفر                        | قاسم جعفری                          | شبکه ۳                  |
| ۱۳۷۸ | مریم مقدس                    | شهریار بحرانی                       | شبکه ۱                  |
| ۱۳۷۸ | تلفن مشترک                   | خسرو ملکان                          | شبکه ۱ (نوروز ۱۳۷۹)     |
| ۱۳۷۷ | روزگار جوانی                 | اصغر توسلی                          | شبکه تهران              |
| ۱۳۷۷ | گوهر کمال                    | عباس رنجبر                          | شبکه ۱                  |
| ۱۳۷۷ | به‌سوی افتخار                 | سیروس مقدم                          | شبکه ۳                  |
| ۱۳۷۶ | سرزمین سبز                   | بیژن بیرنگمسعود رسام                | شبکه ۲ پخش در سال ۱۳۸۶  |
| ۱۳۷۶ | گردن‌بند                      | هاشم میرطالبی                       | شبکه ۳ (مناسبتی رمضان)  |
| ۱۳۷۴ | گروه نجات                    | علی عبدالعلی‌زاده                    | شبکه ۲                  |
| ۱۳۷۳ | ردپای دوست                   | عباس رنجبر                          | شبکه ۲                  |